# تسویوشی فوروکاوا
تسویوشی فوروکاوا (انگلیسی: Tsuyoshi Furukawa؛ زادهٔ ۲۱ سپتامبر ۱۹۷۲) بازیکن فوتبال اهل ژاپن است.
از باشگاه‌هایی که در آن بازی کرده‌است می‌توان به باشگاه فوتبال کونسادول ساپورو اشاره کرد.